# Església parroquial de Sant Antoni Abat (Vilanova de la Reina)
L'Església parroquial de Sant Antoni Abat, a Vilanova de la Reina, a la comarca de l'Alt Millars és lloc de culte, catalogat, de manera genèrica, com Bé Immoble de Rellevància Local segons la Disposició Addicional Cinquena de la Llei 5/2007, de 9 de febrer, de la Generalitat, de modificació de la Llei 4/1998, d'11 de juny, del Patrimoni Cultural Valencià (DOCV Núm. 5.449 / 13/02/2007), amb codi: 12.08.133-001.
Aquesta església pertany l'arxiprestat número 2 de la Diòcesi de Sogorb-Castelló, conegut com de Sant Antonio Abat, amb seu a Xèrica.

## Descripció
Es tracta d'una modesta construcció de finals del segle xvii la construcció del qual es va finalitzar a principis del segle XVIII, seguint les pautes de l'estil gòtic i clàssic.
Presenta una planta de creu llatina i nau única, capelles laterals i als peus de la mateixa un cor alt amb una curiosa balustrada datada del segle xviii.
La façana presenta portada en retaule acabada en un ample i petit hastial decorat amb un rellotge mecànic, i coberta de teules de major altura que la resta de la planta.
Presenta també torre campanar amb una sola campana en un dels seus cossos. La campana s'anomena “Sant Martín”, de 33 cm de diàmetre, amb una altura de 30 centímetres i un pes aproximat de 21 quilos. Està realitzada en 1996 per la fosa Germans Portilla de Gajano, localitat del municipi de Marina de Cudeyo (Cantàbria, Espanya), malgrat que en la campana la marca de fàbrica posa que el seu fonedor va ser Indústries Manclús.
En el seu interior es conserven algunes peces d'orfebreria de cert valor històric artístic.